# Temporada de ciclones no Pacífico Sul de 2009-2010
A temporada de ciclones no Pacífico Sul começou em 3 de dezembro de 2009 com a formação da perturbação Tropical 01F, 32 dias após a temporada de ciclones ter começado oficialmente em 1 de novembro de 2009. A temporada terminou em 30 de abril de 2010. Estas datas delimitam convencionalmente o período de cada ano quando a maioria dos ciclones tropicais se formam no Oceano Pacífico Sul a leste de 160° E. Adicionalmente, o plano operacional regional para ciclones tropicais define um ano de ciclone tropical separadamente de uma temporada de ciclones tropicais; o "ano do ciclone tropical" começou em 1 de julho de 2009 e terminou em 30 de junho de 2010.[1] Os ciclones tropicais entre 160° E 120°W e a norte de 25° S são monitorizados pelo Serviço Meteorológico de Fiji. Aqueles que se movem para sul de 25° S são monitorados pelo Centro de aviso de ciclone Tropical em Wellington, Nova Zelândia.[1] A primeira perturbação tropical da temporada formou-se em 3 de dezembro, a cerca de 1015 km a norte de Suva, Fiji e mais tarde intensificou-se para o ciclone tropical Mick. O último sistema, 15F, dissipou-se em 5 de abril do ano seguinte.

## Sistemas

### Ciclone tropical Mick
Em 3 de dezembro, o Centro Meteorológico Regional Especializado (CMRE) de Nadi classificou uma área de perturbações meteorológicas como a perturbação tropical "01F". Depois de vários dias sem mostrar sinais de organização, o sistema se intensificou para uma depressão tropical na noite (UTC) de 11 de dezembro. No dia seguinte, o Joint Typhoon Warning Center (JTWC) classificou o sistema para um ciclone tropical significativo em 12 de dezembro. No final daquela noite, o CMRE de Reunião classificou o sistema como o primeiro ciclone tropical significativo da temporada e lhe atribuiu o nome "Mick". Mick continuou a se intensificar, e atingiu seu pico de intensidade, com ventos máximos sustentados de 130 km/h(1 minuto sustentado), segundo o JTWC, ou 110 km/h(10 minutos sustentados), segundo o CMRE de Nadi, assim que fez landfall em Fiji.
A partir de então, Mick se enfraqueceu rapidamente devido à interação com terra e ao forte aumento do cisalhamento do vento. Com isso, o CMRE de Nadi desclassificou Mick para uma depressão extratropical na manhã (UTC) de 15 de dezembro e emitiu seu aviso final sobre o sistema. O JTWC fez o mesmo mais tarde naquele dia.
Mick causou severas enchentes em boa parte de Fiji. A capital, Suva, ficou sem o fornecimento de eletricidade. Várias residências foram danificadas. Estradas foram interrompidas por deslizamentos de terra e alagamentos. Segundo o governo de Fiji, Mick causou mais de 13 milhões de dólares em danos. Pelo menos 3.000 pessoas ficaram desabrigadas e quatro mortes foram confirmadas.

### Perturbação tropical 02F
Na noite (UTC) 6 de dezembro, o Centro Meteorológico Regional Especializado (CMRE) de Nadi classificou uma área de perturbações meteorológicas a várias centenas de quilômetros ao norte de Fiji para a segunda perturbação tropical da temporada. No entanto, o sistema logo começou a se desorganizar e se dissipou em 11 de dezembro.

### Depressão extratropical 03F
Uma depressão com características subtropicais formou-se a sudoeste da Polinésia Francesa em 7 de janeiro. No entanto, o sistema não foi capaz de se organizar e se dissipou em 10 de janeiro.

### Depressão tropical 04F (Olga)
Em 18 de janeiro, uma perturbação tropical se formou a sudoeste das Ilhas Salomão. No dia seguinte, o sistema se intensificou para uma depressão tropical, mas o sistema deixou a área de responsabilidade do CMRE de Nadi em 21 de janeiro, e adentrou a área de responsabilidade do CACT de Brisbane, onde se tornou o ciclone Olga.
As chuvas torrenciais causadas pela depressão sobre as Ilhas Salomão causaram a morte de duas crianças, além de danos à agricultura e a residências.

### Depressão tropical 05F
Em 23 de janeiro, uma área de perturbações meteorológicas ao sul de Tuvalu se organizou para a perturbação tropical "05F", segundo o CMRE de Nadi e se intensificou para uma depressão tropical em 25 de janeiro. No entanto, o sistema não foi capaz de se intensificar e se dissipou em 28 de janeiro.

### Ciclone tropical Nisha
A mesma área de perturbações meteorológicas ao sul de Tuvalu que gerou a depressão tropical 05F também gerou a depressão tropical 06F em 27 de janeiro, segundo o CMRE de Nadi. Ainda naquele dia, o Joint Typhoon Warning Center (JTWC) classificou o sistema para um ciclone tropical significativo, atribuindo-lhe a designação "10P". Horas mais tarde, o CMRE de Nadi também classificou o sistema para um ciclone tropical significativo e lhe atribuiu o nome "Nisha". O ciclone logo seu pico de intensidade no dia seguinte, com ventos máximos sustentados de 95 km/h(1 minuto sustentado), segundo o JTWC, ou 75 km/h(10 minutos sustentados), segundo o CMRE de Nadi.
Com a piora das condições meteorológicas, Nisha se enfraqueceu para uma depressão tropical, segundo o CMRE de Nadi, em 29 de janeiro, quando o último aviso sobre o sistema foi emitido. No dia seguinte, o JTWC também emitiu seu aviso final sobre o sistema.
Nisha afetou a Samoa Americana em 27 de janeiro, trazendo fortes chuvas e ventos à região. Algumas residências foram danificadas e árvores caídas bloquearam estradas. Entretanto, não houve relatos de vítimas.

### Ciclone tropical severo Oli
Em 29 de janeiro, o CMRE de Nadi classificou uma área de perturbações meteorológicas a nordeste de Fiji para a perturbação tropical 07F. O sistema começou a se organizar enquanto seguia para leste e se tornou uma depressão tropical, segundo o CMRE de Nadi, em 31 de janeiro. No dia seguinte, o Joint Typhoon Warning Center (JTWC) classificouo sistema para um ciclone tropical significativo e lhe atribui a designação "12P". Horas mais tarde, o CMRE de Nadi também classificou o sistema para um ciclone tropical significativo e lhe atribuiu o nome "Oli". Seguindo para uma região com exelentes condições favoráveis, Oli começou a se intensificar rapidamnete, e se tornou o primeiro ciclone tropical severo no Oceano Pacífico Sul desde o ciclone Gene, na temporada de 2007-2008, no início da noite de 3 de fevereiro. Seguindo para sudeste, próximo à Polinésia Francesa, Oli atingiu seu pico de intensidade em 4 de fevereiro, com ventos máximos sustentados de 215 km/h(1 minuto sustentado), segundo o JTWC, ou 185 km/h(10 minutos sustentados), segundo o CMRE de Nadi.
A artir de então, Oli começou a se enfraquecer assim que deixava a área de responsabilidade do CMRE de Nadi para adentrar a área de responsabilidade do Centro de Aviso de Ciclone Tropical de Wellington, Nova Zelândia, em 5 de fevereiro. Naquele dia, Oli deixou de ser um ciclone tropical severo, e se tornou um ciclone extratropical no dia seguinte, quando o CACT de Wellington emitiu seu aviso final sobre o sistema. O JTWC também emitiu seu aviso final sobre o sistema ainda naquele dia.
Oli causou severos danos na Polinésia Francesa, especialmente na ilha de Tubuai, onde praticamente todas as residências foram destruídas por Oli. As comunicações com a ilha também foram interrompidas pelo ciclone. Praticamente todas as 2.200 da ilha focaram desabrigadas. Os prejuízos econômicos somaram 35,5 milhões de dólares em todas as ilhas da Polinésia Francesa afetadas. Em Raiatea, uma morte foi registada devido aos efeitos de Oli na região.

### Depressão tropical 08F
O CMRE de Nadi classificou uma área de perturbações meteorológicas a norte-nordeste do Taiti, Polinésia Francesa, para a depressão tropical "08F" em 2 de fevereiro. No entanto, o sistema não se desenvolveu devidso à proximidade do ciclone Oli e se dissipou em 4 de fevereiro, já na área de responsabilidade do CACT de Wellington.

### Ciclone tropical severo Pat
Uma área de perturbações meteorológicas que persitia a nordeste de Pago Pago, Samoa Americana, foi classificada para uma depressão tropical em 6 de fevereiro, segundo CMRE de Nadi, que lhe atribuiu a designação "09F". O sistema se organizou e o Joint Typhoon Warning Center classificou-o como um ciclone tropical significativo no dia seguinte, atribuindo-lhe a designação "14P". No início da madrugada (UTC) de 8 de fevereiro, o CMRE de Nadi também classificou o sistema para um ciclone tropical significativo e lhe atribuiu o nome "Pat". Seguindo para sudeste e então para sul, o sistema se intensificou gradativamente e se tornou o segundo ciclone tropical severo da temporada, segundo o CMRE de Nadi, na madrugada de 10 de fevereiro. Horas mais tarde, Pat atingiu seu pico de intensidade, com ventos máximos sustentados de 195 km/h(1 minuto sustentado), segundo o JTWC, ou 155 km/h, segundo o CMRE de Nadi.
A partir de então, Pat começou a se enfraquecer ao encontrar condições meteorológicas mais desfavoráveis enquanto seguia para sudoeste. O sistema deixou de ser um ciclone tropical severo no início da madrugada de 11 de fevereiro, e o CMRE de Nadi emitiu seu aviso final sobre o sistema assim que Pat a se dissipar a oeste das Ilhas Cook, ainda naquele dia. Praticamente ao mesmo tempo, o JTWC também emitiu seu aviso final sobre o sistema.
Pat causou danos severos nas Ilhas Cook, especialmente na ilha Aitutaki, onde 90% das residências foram danificadas ou destruídas e boa parte da agricultura local foi perdida. A ilha ficou sem o fornecimento de eletricidade e sem comunicação após a passagem do ciclone, e duas pessoas ficaram feridas.

### Ciclone tropical severo Rene
Uma área de perturbações que persistia a noroeste da Samoa Americana começou a mostrar sinais de organização em 9 de fevereiro. O CMRE de Nadi notou a formação do sistema e o classificou para uma depressão tropical, e lhe atribuiu a designação "10F". O sistema continuou a se organizar e se tornou um ciclone tropical significativo, segundo o Joint Typhoon Warning Center (JTWC), em 11 de  fevereiro, e lhe atribuiu a designação "15P". Mais tarde naquele dia, o CMRE de Nadi também classificou-o para um ciclone tropical significativo e lhe atribuiu o nome "Rene". O ciclone se intensificou gradativamente, e se tornou o terceiro ciclone tropical severo da temporada na manhã (UTC) de 14 de fevereiro. Seguindo continuamente para sudoeste, Rene atingiu seu pico de intensidade ainda naquela noite, com ventos máximos sustentados de 185 km/h(1 minuto sustentado), segundo o JTWC, ou 165 km/h(10 minutos sustentados), segundo o CMRE de Nadi.
Em 14 de fevereiro, Rene começou a encontrar condições meteorológicas mais desfavoráveis e começou a se enfraquecer, deixando de ser um ciclone tropical severo no dia seguinte. O enfraquecimento de Rene continuou e o ciclone foi desclassificado para uma área de baixa pressão remanescente assim que adentrava a área de responsabilidade do CACT de Wellington, que emitiu seu aviso final sobre o sistema em 16 de fevereiro. O JTWC também fez o mesmo no dia seguinte.
Rene causou destruição ao passar sobre Tonga 15 de fevereiro. A capital Nuku'alofa foi severamente afetada pelo ciclone; várias residências foram danificadas ou destruídas e a eletricidade e as comunicações foram cortadas pelo ciclone. Boa parte da agricultura de Tonga foi perdida e o porto da capital foi praticamente destruído. Apesar dos danos, nenhuma pessoa ficou ferida em Tonga. Entretanto, uma pessoa morreu na Samoa Americana quando preparava sua residência para a chegada do ciclone na ilha.

### Ciclone tropical Sarah
Uma área de perturbações meteorológicas a sudeste da Samoa Americana começou a mostrar sinais de organização em 20 de fevereiro, quando o CMRE de Nadi classificou o sistema para uma depressão tropical, atribuindo-lhe a designação "11F". O sistema começou a se organizar e o Joint Typhoon Warning Center classificou-o para um ciclone tropical significativo na noite (UTC) de 21 de fevereiro, e lhe atribuiu a designação "17P". No entanto, o sistema estava localizado numa região com forte cisalhamento do vento e não foi capaz de se intensidade. Com isso, a depressão logo atingiu seu pico de intensidade em 22 de fevereiro, com ventos máximos sustentados de 65 km/h(1 minuto sustentado), segundo o JTWC, ou 55 km/h(10 minustos sustentados), segundo o CMRE de Nadi.
Ainda na noite (UTC) de 22 de fevereiro, o JTWC emitiu seu aviso final sobre o sistema assim que 17P se desorganizava sob o forte cisalhamento do vento. Ao mesmo tempo, o CMRE de Nadi emitiu seu aviso final sobre o sistema. O CMRE de Nadi voltou a classificar o sistema para uma perturbação tropical ainda naquela noite, mas parou novamente de emitir avisos regulares na madrugada seguinte. Horas depois, o CMRE de Nadi voltou mais uma vez a classificar o sistema para uma perturbação tropical, e depois para uma depressão tropical plena. Com a diminuição do cisalhamento do vento, o sistema conseguiu se organizar, e o CMRE de Nadi classificou a depressão para um ciclone tropical significativo em 26 de fevereiro, e lhe atribuiu o nome "Sarah".

### Ciclone tropical severo Ului
A perturbação tropical 13F se formou em 9 de março entre as cordenadas 12,0 º S e 167,0 º E, cerca de 80 quilômetros ao norte de HIW Island, Vanuatu. No dia seguinte, ele foi classificado como uma depressão tropical. Em 12 de março, 13F foi atualizado para o ciclone tropical Ului. No início do dia 13, tornou-se um ciclone de categoria 2. Mais tarde, naquele dia, Ului fortaleceu-se para a categoria 3, tornando-se um ciclone tropical severo. A tempestade continuou a se fortalecer ao longo do dia e da noite quando se tornou um ciclone de categoria 5. Ului se tornou o primeiro ciclone de categoria 5 do ciclone do Pacífico desde o Ciclone Percy, em fevereiro de 2005. Em 14 de março, Ului saiu da região do Pacífico, e entrou na região australiana.

### Ciclone tropical severo Tomas
Pouco depois do primeiro aviso sobre a Perturbação tropical 13F foi emitido em 9 de março, a FMS começou a monitorar um novo distúrbio, designado como 14F, mais a leste. No dia seguinte, a convecção profunda começou a se desenvolver em torno da perturbação da circulação de baixo nível, alertando o JTWC para começar a monitorar tanto para o desenvolvimento ciclônico possível. Mais tarde, em 10 de março, a FMS classificou o sistema como uma depressão tropical assim que continuou a se tornar mais organizado. Localizado dentro de um ambiente caracterizado por baixos ventos de cisalhamento, a intensificação foi antecipado, e a convecção continuou a desenvolver-se todo o sistema em expansão. Por volta de 15:00 UTC de 11 de março, o JTWC emitiu seu primeiro aviso sobre o ciclone, classificando-a como tempestade tropical 19P. Várias horas depois, a FMS atualizado o sistema para um ciclone de categoria 1 e deu-lhe o nome de Tomas. A rápida intensificação era esperado para ocorrer durante as próximas 48 horas, pois as temperaturas da superfície do mar antes da tempestade, estavam na média de 30 °C, bem acima do limiar para o desenvolvimento de ciclones tropicais. Ao longo do dia em 12 de março Tomas intensificou-se continuamente, e no início do dia seguinte, o JTWC classificou a tempestade equivalente a um furacão da categoria 1 com ventos de 120 km/h.
As bandas convectivas aumentou substancialmente em 13 de março, permitindo Tomas tornar-se o quarto ciclone tropical severo da temporada na manhã seguinte. Ao mesmo tempo, o JTWC avaliou a tempestade ter atingido ventos de 155 km/h, classificando-a como um ciclone de Categoria 2. Na tarde de 14 de março, Tomas tinha desenvolvido um olho cercado por áreas de convecção profunda. Neste ponto, o FMS avaliou que a tempestade tinha ventos de 150 km/h e uma pressão de 950 hPa (mbar). O JTWC também observou uma maior intensificação, quando Tomas atingiu a categoria 3. Tomas intensificou-se na noite de 14 de Março, tornando-se um ciclone de categoria 4 (de acordo com o Serviço Meteorológico de Fiji), com ventos de até 215 km / e rajadas de até 260 kmh. Os telhados voaram de algumas casas, danificando prédios ao redor no lado leste de Vanua Levu.
Uma pessoa morreu na cidade de Savusavu depois de ter sido varrido para fora do mar pelas ondas grandes, enquanto tentava salvar suas duas irmãs, uma sobrinha e um sobrinho perto de Baía Namilamila.

## Nomes das tempestades
Áreas de baixa pressão de escala sinótica que se formam sobre águas quentes são nomeados a qualquer momento, desde que análises via Técnica Dvorak indiquem ventos fortes perto do centro do sistema. Diferentemente do padrão atlântico, um sistema tropical não nomeado poderá ter ventos fortes em um ou mais quadrantes, mas nunca perto do centro.
Ciclones tropicais que se formam entre os meridianos entre 160°E e 120°W são monitorados pelo Serviço Meteorológico de Fiji (SMF). Nunca foi observado a formação de um ciclone tropical a leste do meridiano 120°W e a costa oeste da América do Sul. Se futuramente um ciclone tropical se formar nesta região, é incerto como ele será monitorado. Os nomes dos ciclones são dados em listas seqüenciais. O primeiro nome a ser utilizado nesta temporada é Mick.
| - Mick - Nisha - Oli - Pat - Rene - Sarah | - Tomas (em atividade) - Usha (Sem usar) - Vania (Sem usar) - Wilma (Sem usar) - Yasi (Sem usar) - Zaka (Sem usar) |

## Efeitos sazonais
Esta tabela lista todas as tempestades que se desenvolveram no Pacífico Sul a leste de 160°de longitude E durante a temporada 2009-2010. Ele inclui sua intensidade na escala de intensidade de ciclones tropicais australianos, duração, nome, aterros, mortes e danos. Todos os dados são retirados de RSMC Nadi e ou TCWC Wellington. Os valores dos danos são todos de 2010 USD.
| Nome                | Datas ativo                 | Classificação máxima                | Velocidade de vento sustentados | Pressão               | Áreas afetadas                                      | Danos (USD)   | Fatalidades | Refs          |
| ------------------- | --------------------------- | ----------------------------------- | ------------------------------- | --------------------- | --------------------------------------------------- | ------------- | ----------- | ------------- |
| Mick                | 3 de dezembro – 15          | Ciclone tropical categoria 2        | 110 km/h (70 mph)               | 975 hPa (28.79 inHg)  | Fiji                                                | $33 000 000   | 3           | [ 72 ] [ 73 ] |
| 02F                 | 6 de dezembro – 12          | Distúrbio tropical                  | Desconhecido                    | 1003 hPa (29.62 inHg) | Nenhum                                              | Nenhum        | Nenhum      |               |
| 03F                 | 7 de janeiro – 10           | Depressão                           | 65 km/h (40 mph)                | 1002 hPa (29.59 inHg) | French Polynesia, Southern Cook Islands             | Nenhum        | Nenhum      |               |
| Olga                | 18 de janeiro – 21          | Depressão tropical                  | Desconhecido                    | 1002 hPa (29.59 inHg) | Ilhas Salomão                                       | Desconhecido  | 2           | [ 74 ]        |
| 05F                 | 23 de janeiro – 28          | Depressão tropical                  | N/A                             | 998 hPa (29.47 inHg)  | Nenhum                                              | Nenhum        | Nenhum      |               |
| Nisha               | 27 de janeiro – 31          | Ciclone tropical categoria 1        | 75 km/h (45 mph)                | 990 hPa (29.23 inHg)  | Ilhas Samoa, Sul das Ilhas Cook                     | Nenhum        | Nenhum      | [ 75 ]        |
| Oli                 | 29 de janeiro – fevereiro 7 | Ciclone tropical severo categoria 4 | 185 km/h (115 mph)              | 925 hPa (27.32 inHg)  | Ilhas Samoa, Ilhas Cook Islands, Polinésia Francesa | $70 000 000   | 1           |               |
| 08F                 | 2 de fevereiro – 4          | Depressão tropical                  | 55 km/h (35 mph)                | 997 hPa (29.44 inHg)  | Polinésia Francesa, Sul Ilhas Cook                  | Nenhum        | Nenhum      |               |
| Pat                 | 6 de fevereiro – 11         | Ciclone tropical severo categoria 3 | 140 km/h (85 mph)               | 960 hPa (28.32 inHg)  | Ilhas Cook                                          | $13 700 000   | Nenhum      |               |
| Rene                | 9 de fevereiro – 17         | Ciclone tropical severo categoria 3 | 155 km/h (100 mph)              | 945 hPa (27.91 inHg)  | Ilhas Samoa, Tonga                                  | $18 000 000   | Nenhum      |               |
| Sarah               | 17 de fevereiro – março 3   | Ciclone tropical categoria 1        | 65 km/h (40 mph)                | 995 hPa (29.38 inHg)  | Ilhas Cook                                          | Desconhecido  | Nenhum      |               |
| 12F                 | 20 de fevereiro10           | Tropical Disturbance                | Desconhecido                    | Desconhecido          | Nenhum                                              | Nenhum        | Nenhum      |               |
| Ului                | 9 de março – 14             | Ciclone tropical severo categoria 5 | 215 km/h (130 mph)              | 915 hPa (27.02 inHg)  | Vanuatu, Ilhas Salomão                              | Desconhecido  | 1           |               |
| Tomas               | 9 de março – 17             | Ciclone tropical severo categoria 4 | 185 km/h (115 mph)              | 925 hPa (27.32 inHg)  | Wallis e Futuna, Fiji                               | $45 000 000   | 3           | [ 76 ]        |
| 15F                 | 30 de março – abril 5       | Depressão tropical                  | 55 km/h (35 mph)                | 999 hPa (29.50 inHg)  | Nenhum                                              | Nenhum        | Nenhum      |               |
| Totais da temporada |                             |                                     |                                 |                       |                                                     |               |             |               |
| 15 sistemas         | 3 de dezembro – 5 de abril  |                                     | 215 km/h (130 mph)              | 925 hPa (27.32 inHg)  |                                                     | >$164 700 000 | 10          |               |